# (3284) Niebuhr
(3284) Niebuhr (1986 YV; 1981 WC1) ist ein ungefähr neun Kilometer großer Asteroid des inneren Hauptgürtels, der am 13. Juli 1953 vom Astronomen Jacobus Albertus Bruwer aus der Südafrikanischen Union am Union-Observatorium in Johannesburger Vorort Observatory (IAU-Code: 078) entdeckt wurde.

## Benennung
Der Asteroid (3284) Niebuhr wurde in Erinnerung nach dem dänischen Astronomen und Geodäten Carsten Niebuhr (1733–1815) benannt, der der einzige Überlebende seiner arabischen Reise war, die von 1760 bis 1767 ins damals Arabia Felix genannte Gebiet des heutigen Jemens führte. Während einer abenteuerlichen Rückreise über Indien und unter großen persönlichen Opfern schrieb er sorgfältig die Inschriften in den Ruinen von Persepolis ab. Dies diente als Grundlage für die spätere Entschlüsselung der Keilschrift und damit für den heutigen Zugang zu Quelldokumenten früher astronomischer Beobachtungen in diesem geografischen Gebiet. Die Benennung des Asteroiden wurde vom dänischen Astronomen Richard Martin West vorgeschlagen.